# Talok (Pangkah)
Talok is een bestuurslaag in het regentschap Tegal van de provincie Midden-Java, Indonesië. Talok telt 2438 inwoners (volkstelling 2010).